# Wiener Parkpickerl

Muster eines elektronischen Parkpickerls. Von 1. September 2016 bis 30. September 2023 wurden elektronische Parkkleber vergeben, seit 1. Oktober 2023 wird die Parkbewilligung nur noch über das KFZ-Kennzeichen erfasst.

Muster eines Wiener Parkpickerls für Bewohner, wie es vor dem 1. September 2016 vergeben wurde: Eingestanzt wurden Kennzeichen, Bezirk sowie das Ende der Gültigkeit. Als Sicherheitsmerkmal war rechts neben dem Wien-Wappen ein Hologramm angebracht.

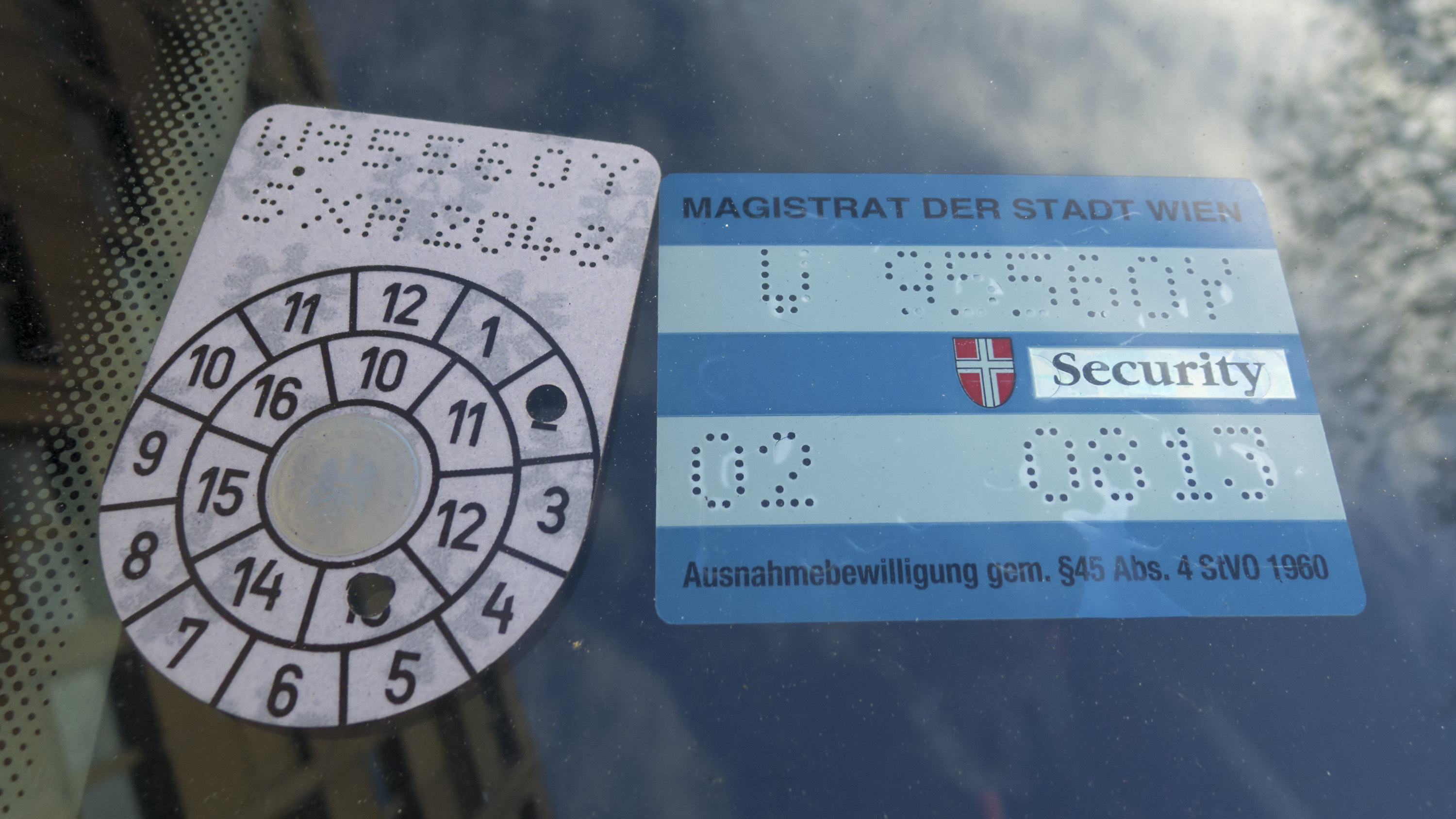
Begutachtungsplakette (links) und Parkpickerl (rechts) auf einer Windschutzscheibe

Das Wiener Parkpickerl (eigentlich: Ausnahmebewilligung von der Kurzparkzone) ist eine Erlaubnis für Anrainer für das dauerhafte Abstellen eines Kraftfahrzeugs in der flächendeckenden Kurzparkzone. Seit 1. März 2022 gelten flächendeckende Kurzparkzonen in sämtlichen Bezirken, das Parken ist werktags Montag bis Freitag von 9:00 bis 22:00 kostenpflichtig. Zuletzt waren die Bezirke 13, 21, 22 und 23 die einzigen, in denen keine flächendeckende Kurzparkzone verordnet war und für die dementsprechend kein Parkpickerl erworben werden musste.
Von der flächendeckenden Kurzparkzone ausgenommen sind jeweils einige Geschäftsstraßen, für die abweichende Zeiten gelten. Mit Ausnahme einzelner, im Verhältnis zum gesamten Stadtgebiet kleiner Gebiete, die überwiegend in Außenbezirken gelegen sind, gilt seit 1. März 2022 in ganz Wien eine Kurzparkzone.

## Geschichte
Kurzparkzonen wurden in Wien erstmals 1959 im ersten Wiener Gemeindebezirk Innere Stadt eingerichtet. Danach kamen Kurzparkzonen auch in anderen Bezirken. Diese ersten Kurzparkzonen blieben jedoch zunächst auf einzelne Straßenabschnitte oder kleinere Bereiche beschränkt. Eine Gebührenpflicht („Parkometerabgabe“) für Kurzparkzonen besteht seit 14. April 1975.
Am 1. Juli 1993 wurde für den gesamten 1. Wiener Gemeindebezirk die Parkraumbewirtschaftung eingeführt, am 1. August 1995 wurde diese flächendeckend auf die Bezirke 6 bis 9 ausgedehnt. Im nächsten Schritt folgten per 2. Juni 1997 die Bezirke 4 und 5 nach, bevor per 1. März 1999 die Ausdehnung auf den 2. und 20. Bezirk verordnet wurde. Mit der Ausdehnung auf den 3. Bezirk am 2. November 1999 waren schließlich alle Innenstadtbezirke der Parkraumbewirtschaftung unterworfen.
Für das stark verparkte Gebiet um die Wiener Stadthalle erfolgte bereits am 1. September 2005 die Einführung der Parkraumbewirtschaftung als Pilotprojekt. Mit 1. Oktober 2012 wurde die Parkraumbewirtschaftung auf Teile der Bezirke 12, 14, 16 und 17 sowie den gesamten 15. Bezirk ausgedehnt, wobei die Sonderregelung für das Gebiet um die Stadthalle bestehen blieb.
Diese Erweiterung der Parkraumbewirtschaftung auf die Westgürtelbezirke wurde im Vorfeld kontrovers diskutiert und ist nach wie vor Thema politischer Auseinandersetzungen. Während Die Grünen Wien das Parkpickerl als Verkehrslenkungsinstrument ansahen und hervorhoben, die Ausweitung der Bewirtschaftungszone sei notwendig, um die Lebensqualität in der Stadt, insbesondere in Bezug auf Lärm- und Feinstaubbelastung, zu verbessern, forderte die ÖVP ein neues Bewirtschaftungskonzept und eine Volksbefragung vor einer allfälligen Ausweitung, die FPÖ forderte ein Gratis-Parkpickerl für alle in Wien Hauptgemeldeten.
Eine von der Opposition eingebrachte und von der erforderlichen Zahl an in Wien hauptgemeldeten wahlberechtigten Personen unterschriebene Initiative zur Durchführung einer Volksbefragung wurde wegen verfassungsrechtlicher Bedenken abgewiesen.
Wenige Wochen nach der Ausweitung auf die Bezirke 14, 16 und 17 beschlossen diese, die Parkraumbewirtschaftung auszudehnen – die Erweiterung trat am 1. Jänner 2013 in Kraft.
In den Bezirken 13 und 18 wurden im Jänner und Februar 2013 die Bezirksbewohner zur Einführung des Parkpickerls befragt. Bei der zweiten Befragung der Währinger Bezirksbewohner innerhalb eines Jahres stimmten im Februar 2013 56,05 % gegen die Einführung des Parkpickerls im 18. Bezirk, nachdem im März 2012 64 % gegen die Einführung des Parkpickerls gestimmt hatten. Nachdem sich die politischen Verhältnisse in Währing bei der Bezirksvertretungswahl im Jahr 2015 geändert hatten, wurde auf Bestreben der designierten Bezirksvorsteherin der Währinger Grünen das Parkpickerl für den gesamten Bezirk angekündigt. Mit 5. September 2016 wurde das Parkpickerl im Bezirk flächendeckend eingeführt. In Hietzing stimmten 78,45 % gegen die Einführung des Parkpickerls. Im 19. Bezirk wurde im November 2016 eine Befragung der Döblinger Bezirksbewohner durchgeführt. Dabei stimmten 51,6 % gegen die Einführung des Parkpickerls. Am 27. September 2018 stimmte die Döblinger Bezirksvertretung mit 27 zu 20 Stimmen für die Einführung eines flächendeckenden Parkpickerls im 19. Bezirk. Seit 1. Juli 2019 gilt nun auch in Döbling das Parkpickerl. Im Mai 2021 gab Verkehrsstadträtin Ulli Sima (SPÖ) bekannt, dass das Parkpickerl ab 1. März 2022 auf ganz Wien ausgedehnt wird. Im Zuge der Erweiterung werden die Kurzparkzonen zeitlich angeglichen und gelten in ganz Wien einheitlich von Montag bis Freitag von 9 bis 22 Uhr für maximal zwei Stunden.
Im Juni 2021 kündigte Stadträtin Ulli Sima an, die Parkraumbewirtschaftung mit März 2022 in allen Bezirken Wiens einzuführen und das Parksystem zu vereinheitlichen. Seit März 2022 kommen in allen Bezirken die gleichen Geltungszeiten für die Kurzparkzonen (Montag bis Freitag von 9 bis 22 Uhr, ausgenommen Feiertage) zur Anwendung. Die Kosten des Parkpickerls wurden durch die Verlängerung der Geltungszeiten in den Außenbezirken ebenfalls vereinheitlicht und betragen nun für alle Bewohner 10 Euro pro Monat zuzüglich der entsprechenden Verwaltungsabgaben.
Seit dem 1. Oktober 2023 werden keine Parkkleber mehr ausgegeben, die Ausnahmebewilligung wird ausschließlich über die Kfz-Kennzeichen (elektronisch) erfasst und kontrolliert.

## Volksbefragung
Eine flächendeckende Einführung in ganz Wien war gemäß rot-grünem Regierungsprogramm nicht vorgesehen, wenngleich sich die Verkehrsstadträtin Maria Vassilakou persönlich für eine Gebührenpflicht in ganz Wien ausgesprochen hat.
Eine Volksbefragung, die unter anderem die Parkraumbewirtschaftung betraf, wurde vom 7. bis 9. März 2013 abgehalten (siehe Wiener Volksbefragung vom 7. bis 9. März 2013). Ursprünglich war angedacht, ein neues Verkehrssteuerungskonzept, das auch ein neues Parkpickerlmodell beinhalten könnte, auf Vorschläge einer eigens eingesetzten Expertenkommission zu entwickeln und die Bevölkerung im Anschluss darauf über das neue Konzept zu befragen. Die grundsätzlichen Empfehlungen der Expertenkommission wurden am 7. Dezember 2012 bekannt gegeben. Ein ganz Wien umfassendes Parkpickerl sowie das von mehreren Bezirken geforderte „Westpickerl“, also ein Parkpickerl, das für sämtliche Westgürtelbezirke gelten würde, wurde von der Kommission wegen rechtlicher Bedenken abgelehnt. Stattdessen wurde die Beibehaltung der bezirksweisen Bewirtschaftungszonen, allerdings mit „bedarfsgerechten Überlappungszonen“ empfohlen. Eine Verlängerung der Gratisparkzeit von 10 auf 15 Minuten sowie eine preisliche Staffelung der Parkgebühr in Abhängigkeit von der Nähe zum Stadtzentrum wurde als sinnvoll erachtet. Zusätzlich wurde eine Untersuchung empfohlen, durch die festgestellt werden soll, ob in weiter außen gelegenen Gebieten die Beschränkung der höchstzulässigen Parkdauer entfallen könnte. Solche (günstigeren) gebührenpflichtigen Zonen ohne Begrenzung der Parkdauer (häufig als Grüne Zonen bezeichnet) existieren unter anderem bereits in Graz, Innsbruck und Krems.

Der Gemeinderat beschloss am 14. Dezember 2012, der Bevölkerung in Bezug auf die Parkraumbewirtschaftung folgende Frage mit den vorgegebenen Antwortmöglichkeiten A und B vorzulegen:

„1. Wie soll die Parkplatzsituation und Lebensqualität für BezirksbewohnerInnen verbessert werden?

A) Es sollen für jeden Wiener Bezirk Parkraumregelungen eingeführt werden.

B) Es soll Lösungen für einzelne Bezirke geben (mit Berücksichtigung der Interessen der Nachbarbezirke)“

Bei der Befragung stimmten 63,48 % der gültig abstimmenden Personen für Antwortmöglichkeit B.

## Voraussetzungen

### Voraussetzungen für Anrainer
Der Erhalt eines Parkpickerls ist rechtlich an mehrere Voraussetzungen geknüpft. Gemäß § 45 Abs. 4 der Straßenverkehrsordnung 1960 (StVO 1960) dürfen Ausnahmen von der Gebührenentrichtung in Kurzparkzonen nur an jene Personen ausgestellt werden, die über einen Hauptwohnsitz in einem Bezirk mit Parkraumbewirtschaftung verfügen, Zulassungsbesitzer oder Leasingnehmer eines an der Adresse des Hauptwohnsitzes gemeldeten mehrspurigen KFZ sind und ein persönliches Interesse nachweisen, in der Nähe dieses Wohnsitzes zu parken. Letzteres ist für Personen mit Hauptwohnsitz selbst dann der Fall, wenn der Antragsteller einen Garagen- oder Abstellplatz besitzt, und wenn der Antragsteller das Fahrzeug selbst lenkt. Des Weiteren kann das Parkpickerl nur für Fahrzeuge bis 3,5 Tonnen Gesamtgewicht beantragt werden, Fahrzeuge mit Wechselkennzeichen sind hingegen vom Parkpickerl nicht ausgeschlossen. Eine Ausnahme vom Erfordernis des Hauptwohnsitzes gibt es für Kleingärtner, die seit dem 1. Oktober 2012 ein sogenanntes „Saisonpickerl“ für die Dauer von acht Monaten (März bis Oktober) erwerben können. Sie müssen hierfür einen Nebenwohnsitz im parkraumbewirtschafteten Gebiet nachweisen.

### Voraussetzungen für selbständige oder unselbständige Beschäftigte
Neben den Anrainern der flächendeckenden Parkraumbewirtschaftung können seit 2012 auch selbständige oder unselbständige Beschäftigte, die am Anfang (bis 5.30 Uhr) oder Ende (ab 24.00 Uhr) der Dienstzeit kein öffentliches Verkehrsmittel benützen können und deren Betriebsstätte sich innerhalb der flächendeckenden Parkraumbewirtschaftung befindet, für sich ein Parkpickerl beantragen. Voraussetzung hierfür ist, dass die berufliche oder sonstige Tätigkeit bzw. der Weg zur oder von der Arbeitsstätte ohne Kraftfahrzeug nicht durchgeführt werden kann. Der Arbeitsbeginn vor 5.30 Uhr bzw. das Arbeitsende nach 24.00 Uhr muss gleichzeitig durch Dienstpläne der letzten sechs Wochen nachgewiesen werden. Zudem muss nachgewiesen werden, dass eine längere als die höchstzulässige Parkdauer erforderlich ist und das Kraftfahrzeug nicht innerhalb von 300 Meter in direkter Linie zur Arbeitsstätte auf einem privaten oder betriebseigenen Parkplatz geparkt wird.

### Voraussetzungen für Betriebe
Seit 2012 ist es auch Betrieben möglich, eine Ausnahmebewilligung von der Kurzparkzone zu erhalten. Hierfür muss das Kraftfahrzeug am Betriebsstandort zugelassen sein und der Nachweis „über den erheblichen, mehrmals täglichen Warentransport für das Kraftfahrzeug am Betriebsstandort“ mittels Rechnungen, Lieferscheinen, Fahrtenbuch oder ähnlichem nachgewiesen werden. Des Weiteren muss das Kraftfahrzeug in Ausübung wirtschaftlicher Tätigkeit mehrmals täglich zum Warentransport oder zum Transport von Werkzeugen und Geräten im Servicedienst verwendet werden und die Betriebserforderlichkeit durch Nachweis und Dokumentation belegt werden. Ähnlich wie bei der Voraussetzungen für selbständige oder unselbständige Beschäftigte darf das Kraftfahrzeug nicht innerhalb von 300 m in direkter Linie zur Arbeitsstätte auf einem privaten oder betriebseigenen Parkplatz geparkt werden und es muss nachgewiesen werden, dass eine längere als die höchstzulässige Parkdauer erforderlich ist. Des Weiteren sind die Größe der Firma sowie die Betriebsöffnungszeiten maßgeblich.

## Zeitliche Gültigkeit

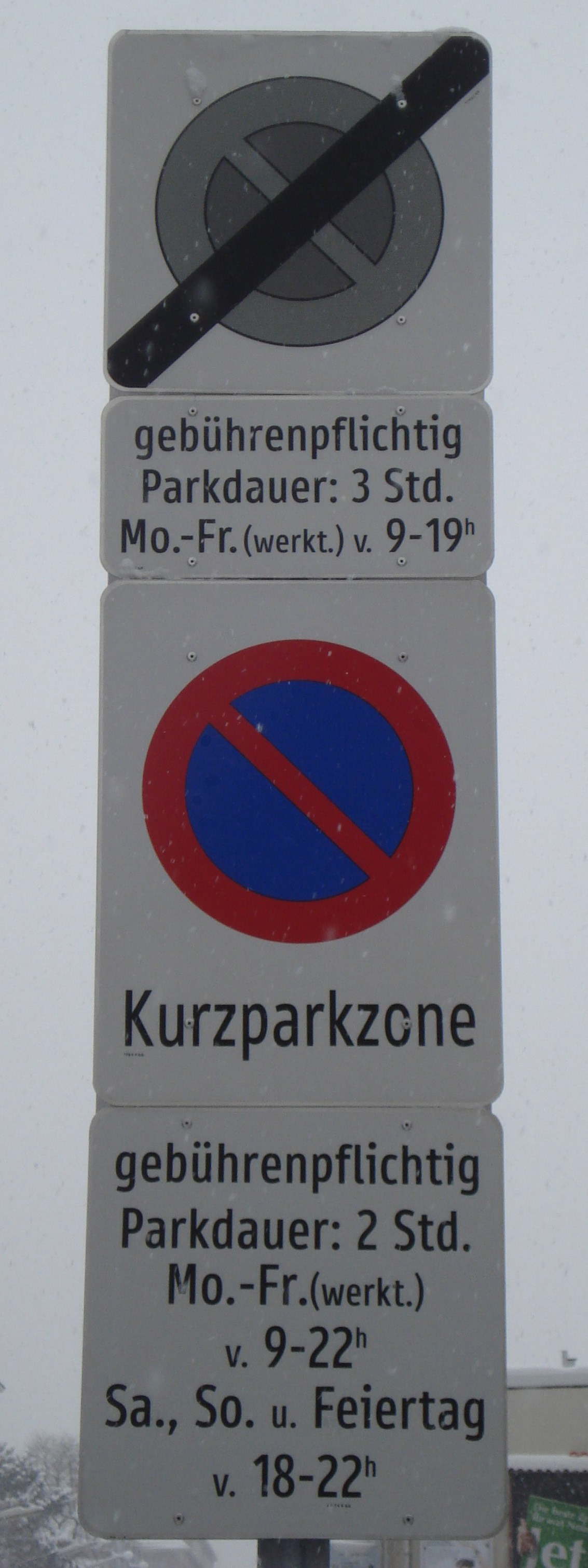
… und bestanden früher auch in der Umgebung um die Wiener Stadthalle

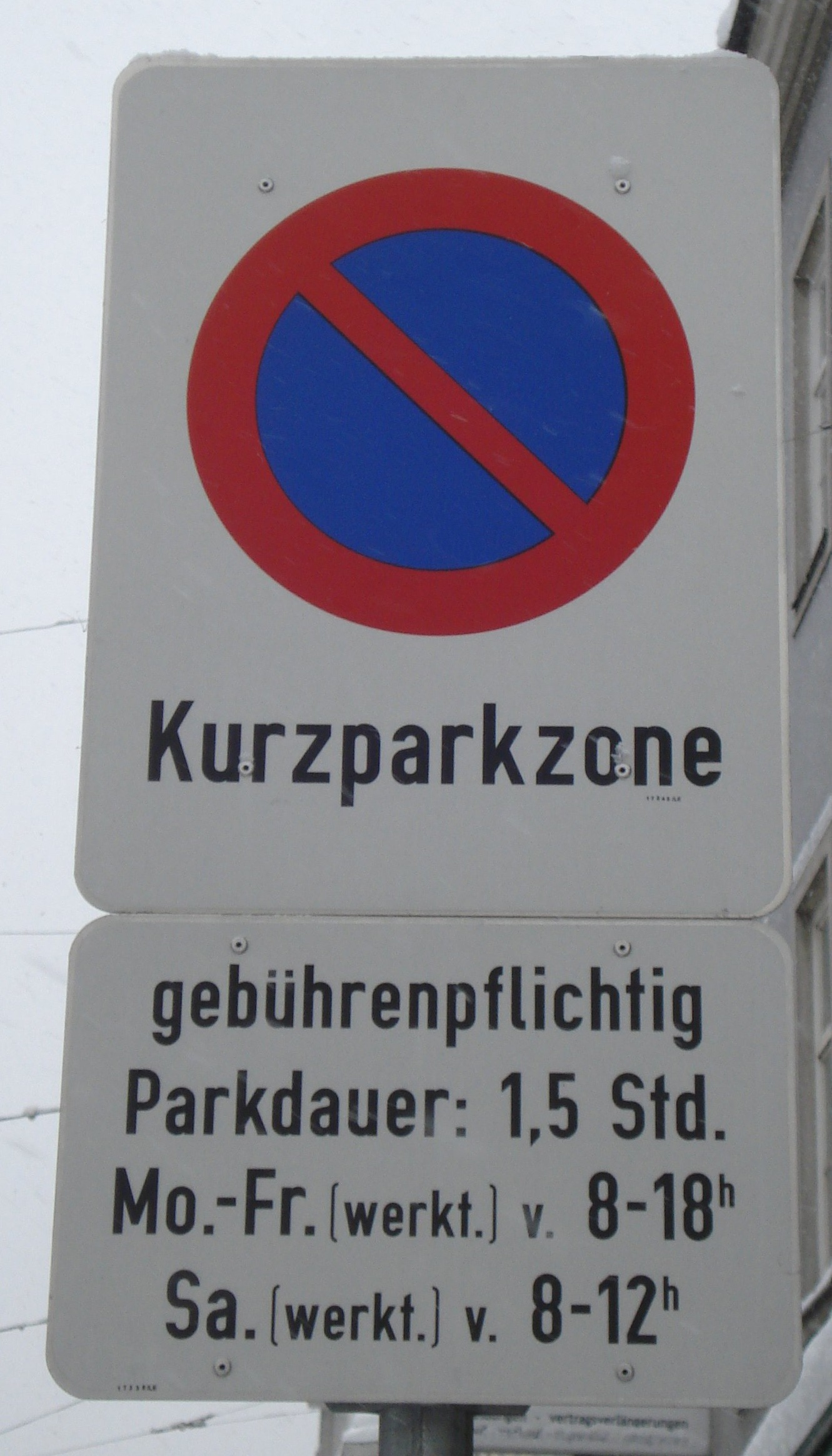
Sonderregeln gelten in Geschäftsstraßen …

Die flächendeckenden Kurzparkzonen galten in allen Bezirken werktags (Montag–Freitag) von 9:00 bis 22:00 Uhr für eine maximale Parkdauer von 2 Stunden. An Samstagen, Sonn- und Feiertagen galt die Kurzparkzone nicht.
Eine Sonderregelung bilden die so genannten Geschäftsstraßen. In diesen gilt die Kurzparkzone in der Regel Montag–Freitag (werktags) von 8:00 bis 18:00 Uhr, größtenteils zusätzlich auch an Samstagen von 8:00 bis 12:00 Uhr. Die höchstzulässige Parkdauer beträgt 1,5 Stunden.
Eine weitere Sonderregelung gilt im Bereich der Donauinsel. In der Raffineriestraße stadtauswärts ab dem Biberhaufenweg gilt die Kurzparkzone nur vormittags 8:00 bis 11:00 Uhr (für maximal zwei Stunden), um hier die Erreichbarkeit des Badegebiets weiterhin zu gewährleisten.

## Räumliche Gültigkeit
Ein Parkpickerl gilt räumlich nur für den entsprechenden Wohnbezirk zuzüglich der sogenannten Überlappungszonen in den Nachbarbezirken an den jeweiligen Bezirksgrenzen. Welche Straßen bzw. Straßenbereiche als Überlappungszone gelten, wird mit Verordnung des Magistrates festgelegt. Die Bezirke Wieden (4.) und Margareten (5.) sowie Penzing (14.) und Rudolfsheim-Fünfhaus (15.) sind im Sinne des Parkpickerls zu jeweils einem Bezirk zusammengefasst, sodass Bewohner des 4. Bezirks mit ihrem Parkpickerl auch zeitlich unbegrenzt und ohne zusätzliche Entrichtung einer Parkometerabgabe im gesamten 5. Bezirk parken können und umgekehrt. Bewohner des 14. Bezirks und 15. Bezirks dürfen mit ihrem Parkpickerl zeitlich unbegrenzt in beiden Bezirken parken, da die Stadthallenzone mit 01.03.2022 aufgehoben wurde. Dafür gibt es in dieser Umgebung Anrainerparkplätze. Die Überlappungszonen sind in vielen Fällen nicht geradlinig entlang von Straßenzügen und mancherorts auf beiden Seiten der Straße gültig, aber oft auch eben nur auf einer der beiden Straßenseiten. Im Spruch des Bescheides, mit dem die Ausnahmebewilligung erteilt wird, werden die Straßenzüge, die von der Überlappungszone betroffen sind, angeführt. Ebenfalls angeführt werden dort die zum Zeitpunkt der Bescheiderlassung im jeweiligen Bezirk bestehenden Geschäftsstraßen, die von der Ausnahmebewilligung nicht umfasst sind.
Das Parkpickerl für den entsprechenden Wohnbezirk gilt in Bezug auf die Entrichtung der Parkometerabgabe auch für die Kurzparkzonen in Geschäftsstraßen des entsprechenden Bezirks, in welchen eine kürzere höchstzulässige Parkdauer (1,5 Stunden) verordnet ist. Es darf dort aber auch mit dem Parkpickerl nicht länger als die höchstzulässige Parkdauer geparkt werden, weil diese Straßenzüge nicht von der Ausnahmebewilligung umfasst sind. Die Ankunftszeit ist mittels Parkscheibe nachzuweisen.

Unter dem Schlagwort „Berechtigungszone“ werden jene Gebiete außerhalb der flächendeckenden Kurzparkzone verstanden, deren Bewohner trotzdem berechtigt sind, ein Parkpickerl für den entsprechenden Bezirk zu erwerben. So sind z. B. sämtliche Bewohner des 17. Bezirks berechtigt, ein Parkpickerl für den 17. Bezirk zu erwerben, selbst wenn sie außerhalb des Kurzparkzonengebiets wohnen. Berechtigungszonen bestehen aber auch bezirksübergreifend, z. B. für Bewohner gewisser Gebiete im 16. Bezirk, die zum 15. Bezirk angrenzen. Diese Bewohner des 16. Bezirks dürfen, obwohl sie nicht im 15. Bezirk wohnen trotzdem ein Parkpickerl für den 15. Bezirk inkl. Stadthallenbereich erwerben.

## Laufzeit und Kosten
Das Parkpickerl kann für einen Zeitraum von drei bis längstens 24 Monate beantragt werden. Die Parkometerabgabe beträgt seit 1. März 2022 in allen Bezirken 10,00 Euro pro Monat bzw. 120,00 Euro pro Jahr. Diese Einnahmen sind für den Ausbau des öffentlichen Verkehrs zweckgebunden. Pro Antrag fällt zudem eine Bundesabgabe von 14,30 Euro für den Antrag sowie 3,90 Euro für jede zusammengehörige Beilage an. Die Verwaltungsabgabe für das Parkpickerl beträgt nach der Verordnung der Wiener Landesregierung über Verwaltungsabgaben, Kommissions- und Überwachungsgebühren 35,70 Euro bzw. 30,70 Euro wenn das Parkpickerl über das Online-Formular beantragt wird.
Während bei Rückgabe des Parkpickerls die nicht begonnenen Monate rückvergütet werden, fallen die Verwaltungsabgabe und die Bundesabgabe bei einem Fahrzeugwechsel neuerlich an.
Seit 1. September 2016 wird bei einer Verlängerung oder einem neu ausgestellten Parkpickerl nur mehr das elektronische Parkpickerl ausgegeben. Dieses ist mit einem RFID-Chip ausgestattet und enthält keine von außen direkt ablesbaren Informationen. Es muss im Gegensatz zum bisherigen Vorgang bei Rückgabe des Parkpickerls vor Ablauf des Gültigkeitszeitraums oder bei einem Fahrzeugwechsel nicht mehr von der Windschutzscheibe entfernt und zum Magistrat zurückgebracht werden. Im Oktober 2018 erhielt die Magistratsabteilung 67 den österreichischen Negativpreis Big Brother Award in der Kategorie Behörden und Verwaltung für die elektronischen Parkpickerl und der damit verbundenen Möglichkeit, ein Bewegungsprofil für alle im öffentlichen Raum abgestellten Autos erstellen zu können.

## Parkscheine

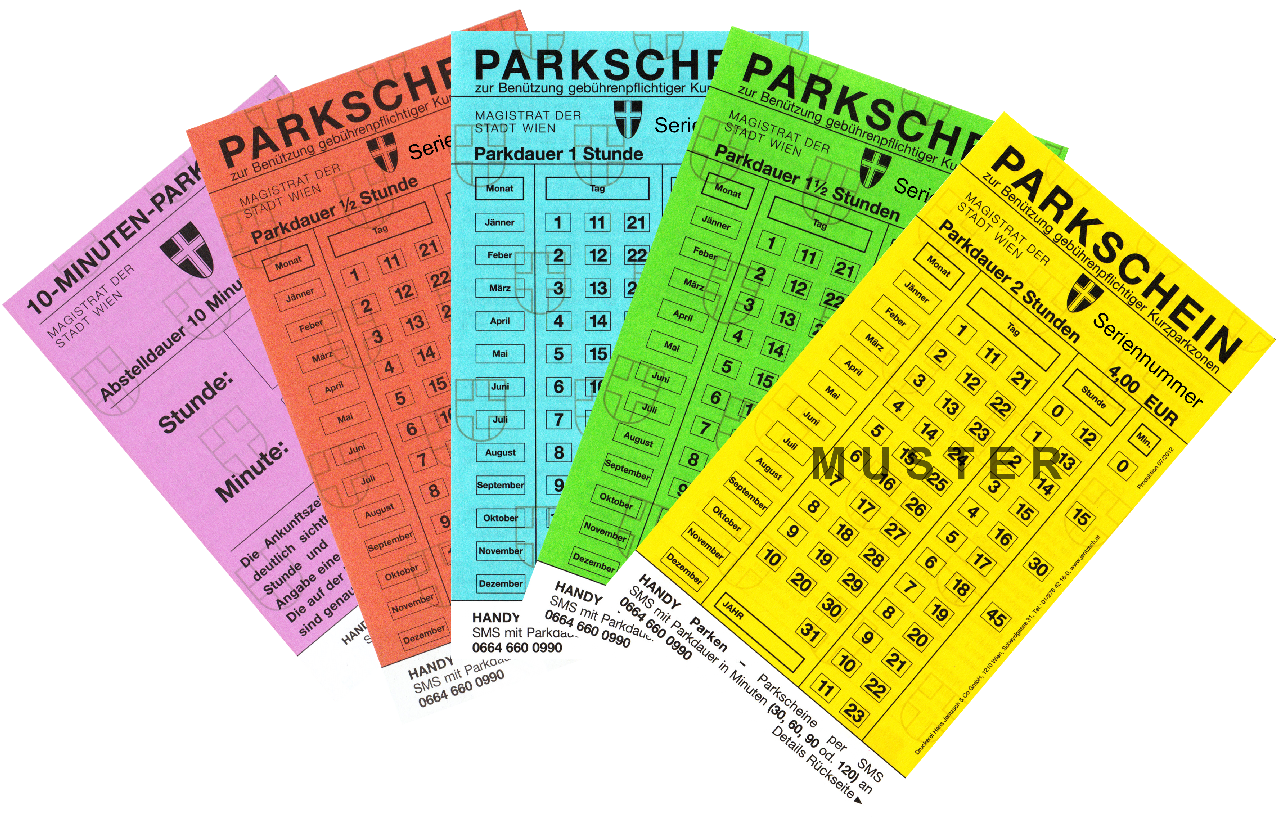
Wiener Parkscheine

Wer in Wien in einer Kurzparkzone parkt, ohne ein Parkpickerl für den entsprechenden Bezirk zu besitzen, muss die Parkometerabgabe mittels Parkschein entrichten. Anders als in vielen Städten existieren in Wien keine Parkscheinautomaten, sondern im Vorverkauf erhältliche Parkscheine (erhältlich in Trafiken, Vorverkaufsstellen der Wiener Linien), die durch Eintragen der Ankunftszeit entwertet werden müssen. Es gibt Parkscheine für eine halbe Stunde (rot, 1,10 Euro), eine Stunde (blau, 2,20 Euro), eineinhalb Stunden (grün, 3,30 Euro) und zwei Stunden (gelb, 4,40 Euro). Zusätzlich existieren kostenlose 15-Minuten-Parkscheine (rosa). Parkscheine sind durch Ankreuzen der Ankunftszeit (Monat, Tag, Ankunftsstunde, Ankunftsminute, das Kalenderjahr muss in das vorgesehene Feld eingetragen werden) zu entwerten. Die Ankunftszeit kann in Viertelstunden-Schritten angegeben werden. Bereits begonnene Viertelstunden können unberücksichtigt bleiben. Stellt man sein Fahrzeug also beispielsweise um 17:01 Uhr ab, kann als Ankunftszeit 17:15 angekreuzt werden. 15-Minuten-Parkscheine sind durch Eintragen der genauen Stunde und Minute zu entwerten.
Parkscheine (ausgenommen 15-Minuten-Parkscheine) können auch untereinander kombiniert werden. Es muss allerdings darauf geachtet werden, dass alle kombinierten Parkscheine dieselbe Ankunftszeit aufweisen. Beabsichtigt man also beispielsweise um 10:10, eineinhalb Stunden zu parken, kann ein roter mit einem blauen Parkschein oder drei rote Parkscheine miteinander kombiniert werden, indem auf allen Parkscheinen 10:15 als Ankunftszeit angekreuzt wird.

### Handyparken
Alternativ zur Verwendung von Papierparkscheinen kann seit 1. Oktober 2003 (der Pilotbetrieb begann bereits im Herbst 2002) auch ein Handy-Parkschein mittels SMS gelöst werden. Zur Verwendung des Handy-Parken-Systems sind eine einmalige (kostenlose) Anmeldung sowie das Aufladen von Parkguthaben erforderlich. Durch das Versenden einer SMS vom registrierten Handy des Benutzers an die Nummer des Handy-Parken-Betreibers mit Angabe der gewünschten Parkzeit (zum Beispiel SMS mit dem Inhalt „30“ für eine halbe Stunde) kann ein Parkschein gelöst werden. Das Guthaben wird vom Konto des Benutzers abgebucht und er erhält eine Bestätigungs-SMS über die Buchung des Parkscheins. Die Parkgebühr ist gleich hoch wie beim Parken mittels Papierparkscheinen (1,10 Euro pro angefangener halber Stunde). Wie beim Papierparkschein bleiben angefangene Viertelstunden unberücksichtigt. Zusätzlich entstehen Kosten für das Absenden der SMS entsprechend dem gültigen Handytarif.
Seit Ende März 2014 ist Handyparken auch per Smartphone-App möglich. Die in Kooperation mit der Stadt Wien, dem Mobilfunkbetreiber A1 und Atos Worldline entwickelte App wurde zunächst für Android-Geräte, später auch für iOS, Windows Phones und Blackberry veröffentlicht. Durch einen Ausfall der App aufgrund eines Datenbankfehlers nur wenige Tage nach ihrer Veröffentlichung kam es zu tausenden Strafmandaten, wobei die zugrundeliegenden Verwaltungsstraftatbestände von der Stadt Wien aus Kulanz nicht verfolgt wurden. Wie auch beim Handyparken per SMS ist eine Registrierung erforderlich und es können gegebenenfalls Verbindungsgebühren seitens des Mobilfunkbetreibers anfallen.

## Strafen

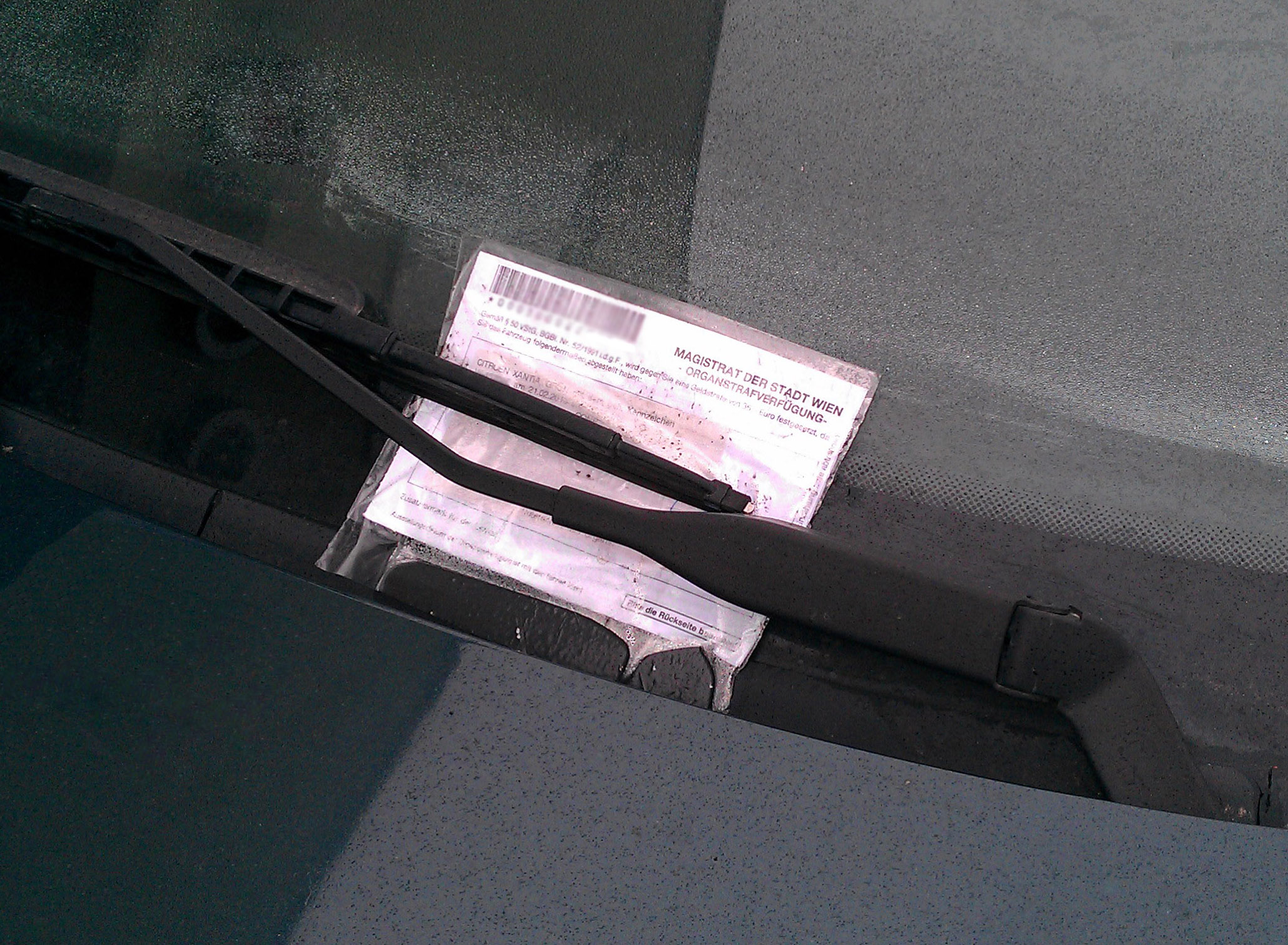
An einem Fahrzeug hinterlassene Organstrafverfügung

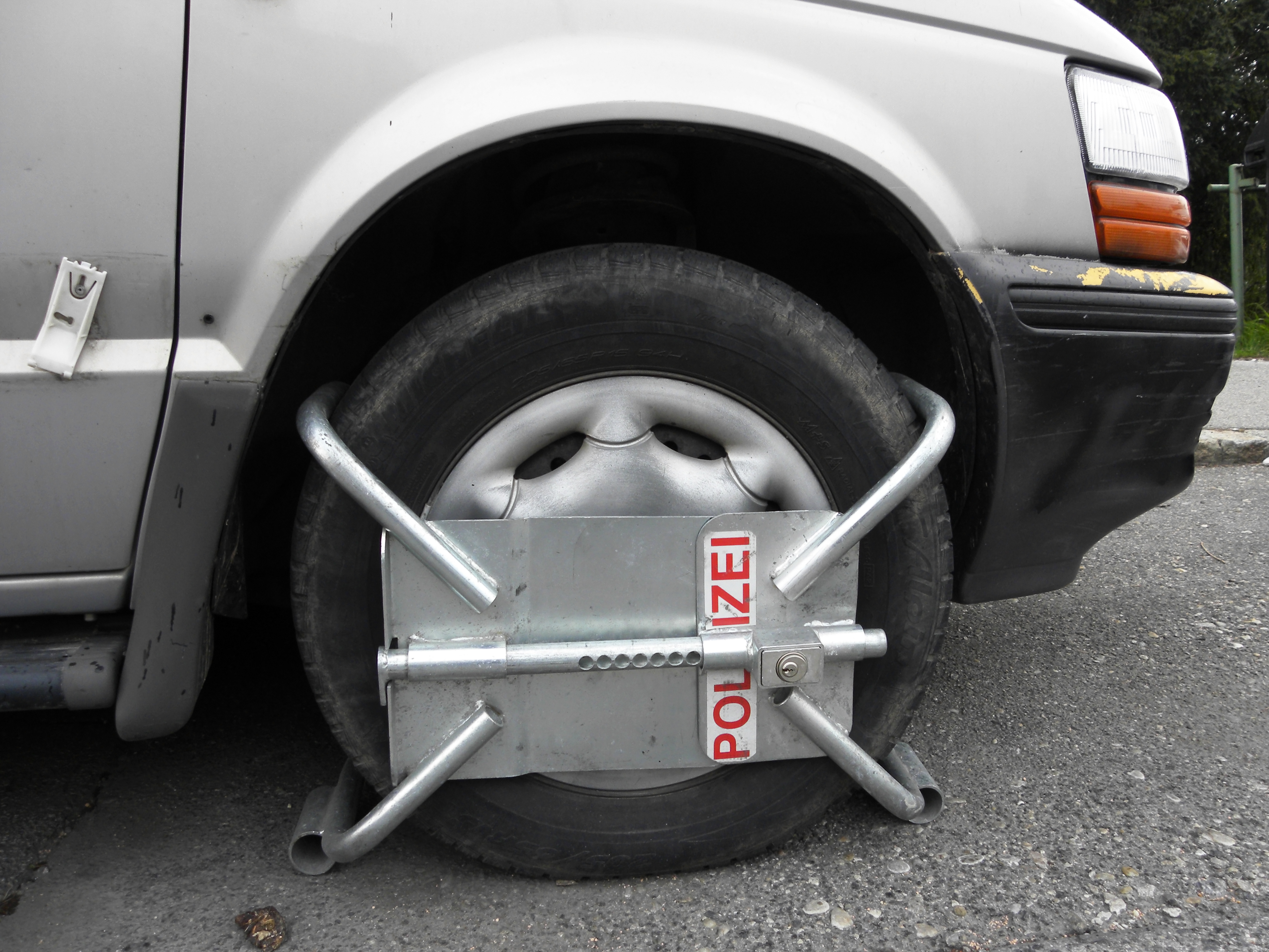
Wegfahrsperre der Polizei

Wer ohne Parkpickerl oder gültigen Parkschein erwischt wird, erhält eine Organstrafverfügung (umgangssprachlich „Organmandat“) über 36 Euro. Für die Höhe des Organmandates ist es unerheblich, wie lange das Fahrzeug bereits ohne gültigen Parkschein parkt. So führt auch ein nur wenige Minuten abgelaufener Parkschein zu einem Organmandat über 36 Euro. Wird der Strafbetrag nicht rechtzeitig einbezahlt, droht eine Verwaltungsstrafe von bis zu 365 Euro.
Seit 1. September 2012 ist es möglich, technische Wegfahrsperren an Autos anzubringen, wenn anzunehmen ist, dass die Strafverfolgung des Lenkers aus in seiner Person gelegenen Gründen unmöglich oder wesentlich erschwert ist und bereits mehrfache in zeitlichem Zusammenhang stehende Übertretungen vorliegen. Die Regelung wurde eingeführt, um auch gegen Lenker von im Ausland zugelassenen Fahrzeugen vorgehen zu können, die sich bisher der Verwaltungsstrafe entziehen konnten.

## Kritik
Während Ulli Sima von einer „Entlastung für die Bewohner der von täglich rund 200.000 Pendlern zugeparkten Außenbezirken“ spricht, kommt Kritik aus dem angrenzenden Niederösterreich. So hält der niederösterreichische FPÖ-Landtagsabgeordnete und Verkehrssprecher Dieter Dorner es für eine „verkehrspolitische Kriegserklärung“, die Ausweitung des Parkpickerls anzukündigen, ohne mit den betroffenen Nachbarn zu verhandeln und werktägig leistungsfähige öffentliche Verkehrsmittel zur Verfügung zu stellen. ÖVP-Abgeordneter René Lobner weist darauf hin, dass 46 Prozent der Wiener Wirtschaftsleistung von Pendlern erarbeitet wird, während SPÖ-Verkehrssprecher Gerhard Razborcan den Ausbau von Park-and-Ride-Anlagen rund um Wien fordert. Die Gemeinde Mauerbach, die an den 14. Bezirk grenzt, forderte die Wiener Regierung in einer Resolution auf, die Kurzparkzonen-Ausweitung zu überdenken und das Parkpickerl nur in jenen Gebieten einzuführen, in denen tatsächlich Parkplatzknappheit herrscht.
In Wien kommt Kritik an der Ausweitung der Parkraumbewirtschaftung von der Opposition. Während die FPÖ ihre Forderung nach einer kostenlosen, für die gesamte Stadt geltende Abstellerlaubnis für Wiener Autobesitzer bekräftigt, weist die ÖVP darauf hin, dass sich SPÖ, Grüne, ÖVP und NEOS im Juli 2020 auf die Erarbeitung eines Zonenmodells geeinigt hatten, an dem die neue Volkspartei nach wie vor festhält. Das Zonenmodell mit unterschiedlichen Preisen sei laut der neuen Volkspartei Wien wichtig, um Lenkungseffekte zu erzielen. Auch Ausnahmen von Parkraumbewirtschaftung von einzelnen, öffentlich schlecht erschlossenen Bezirksteilen in Außen- und Flächenbezirken wird von der ÖVP Wien gefordert.
Die Grünen kritisieren, dass mit der Ausweitung des Parkpickerls „lediglich ein 30 Jahre altes Modell fortgesetzt und eine weitere Chance auf eine Ökologisierung der Verkehrspolitik vertan“ sei. Von der Verkehrswissenschaft wird ein flächendeckendes Parkpickerl als Klimaschutzmaßnahme begrüßt. So sieht Verkehrsforscher Harald Frey das Parkpickerl als „wirksames Instrument, um den Autoverkehr und seinen Flächenverbrauch in der Stadt zu reduzieren“.